# Karol Hettich
Karol Hettich (ur. 1867 w Oksfordzie, zm. 1939 w Warszawie), zegarmistrz polski pochodzenia angielskiego.
Praktykę zawodową zdobywał we Francji i Niemczech. W 1890 przyjechał do Warszawy i przejął zarząd nad fabryką zegarów przy ulicy Okopowej 26, dotychczas prowadzoną pod firmą "Bracia Fortwaengler". Jako nowy właściciel w ciągu kilkunastu lat uczynił z przedsiębiorstwa czołową wytwórnię w kraju. W 1915, w wyniku działań wojennych, maszyny i urządzenia fabryki uległy zniszczeniu; w niepodległej Polsce, której czuł się już wówczas pełnoprawnym obywatelem, Hettich przystąpił do odbudowy firmy. W 1922 osiągnęła ona ponownie przedwojenny poziom, stając się jedyną polską fabryczną wytwórnią zegarów.